# Olle Bonniér
Olle Bonniér, egentligen Norman Olof Ivar Nygren-Bonnier, född 1 januari 1925 i Los Angeles, död 7 mars 2016 i Stockholm, var en svensk målare, grafiker och skulptör. Han var en av "1947 års män" och arbetade under efterkrigstiden med olika typer av konstnärliga uttryck, ofta i nonfigurativ och konkretistisk stil. Hans konst kännetecknas ofta av våldsam dynamik och olika ljuseffekter.
1988 blev Bonniér ledamot av Konstakademien.

## Biografi

### Bakgrund
Olle Bonniér växte upp i Los Angeles, där hans mor Maggie Bergqvist arbetade på franska sjukhuset och fadern Nils Nygren Bonnier var parkettläggare. Familjens mexikanske trädgårdsmästare tog honom till bergen, öknen och havet i Kalifornien och Mexiko. Kontakten med naturens starka färger kom att betyda mycket för Bonniérs framtida måleri.  
Då Bonniér var fem år återvände modern till Sverige med barnen till föräldrahemmet i Luleå hos biskop Olof Bergqvist, Olle Bonniérs morfar. Efter domstolsbeslut vid skilsmässan bestämdes det att Bonniér skulle bo hos fadern. Han pendlade under skolterminerna mellan fadern och sin strängt kristna farmor Ina Bonniér (ur en nordfransk smedsläkt) i Stockholm. Under sommarloven var han sommarbarn.  

### Studier och inspiration
I fjortonårsåldern bestämde Bonniér sig för att bli konstnär. Redan då bar han på visionen att skapa ett osynligt membran som skulle sväva i rymden där det skulle framställas olika ljud och färger. Han försörjde sig 1939-1944 som dräng på somrarna och som springschas under vinterhalvåret för att tjäna ihop pengar till konstnärsmateriel. År 1941 åkte han till Värmland där Bonniér mötte Gustaf Fjæstad och Fritz Lindström och kom genom den senare i kontakt med Ivan Aguélis måleri.
Bonniér spelade som ung saxofon. På Norra Latin i Stockholm blev han nära vän med Nils L. Wallin, Gösta Oswald och Bo Wallner. I Wallins hem ordnades kammarmusikkvällar med de unga musikerna. Genom sina vänner fick Bonniér också en inblick i Måndagsgruppens verksamhet. På radio lyssnade han på konserter och föredrag om den nya atonala tonkonsten, Schönbergskolan och Edgard Varèse. Musiken påverkade Bonniérs måleri, och han målade också olika musikpartiturer.
Åren 1941–1942 studerade Bonniér på Tekniska skolan. 1942–1945 var han gratis elev på Isaac Grünewalds målarskola i Stockholm.
År 1942 ägnade Bonniér sig åt studier av medeltida konst och högg en kopia av en sengotisk skulptur från Poitiers. Han bedrev självstudier av äldre måleri, där Hieronymus Bosch, Johannes Vermeer, Giotto och Hans Memling intog centrala platser. Under denna tid entusiasmerades han även av kubism och surrealism samt konstnärer som Pablo Picasso, Georges Braque och Fernand Léger.

### Tidig konstnärskarriär
1942–1943 var Bonniér dräng i Värmland, där han sökte "havets inre" som han kallade monokromer. År 1944 var Bonniér dräng på Gotland, där han lät sig inspireras av havet. Hans upplevelser av havets gränslöshet från barndomens hav resulterade i en serie Havsmembran efter en vision han fått 1943 om Havsmembran mellan Kungstornen. Det rörde sig om enfärgade skiktmålningar i blågrönt.    
Sedan Bonniér slutat på Grünewalds målarskola 1945 fick han ateljé i Georg Paulis villa i Storängen. Åren 1945–1946 gjorde han en svit sceniska motiv, Commedia dell'arte, vilka kulminerade i en stor målning på tre meters bredd. Där uppträdde olika slags gycklare i en kulissvärld. Aktörerna i bilden går ut och in i skuggpartierna, och en kuliss kan förvandlas till en öppning mot mörkret.
I målningen Akvarium (1944–1945) ligger valörerna nära varandra, men skillnaderna i färgtemperatur sägs skapa en dynamisk rumsbild och ett koloristiskt klangrum med rytmiska rörelser. Färgerna strålar av ett inneboende ljus, medan formerna i kanten verkar avskurna. Fokus ligger här även på vad som sker utanför bilden, något som kom att bli en vanlig problemställning inom Olle Bonniérs kommande måleri.
År 1944 fann Bonniér två teman som skulle bli hans följeslagare genom åren – spikarna och vildhunden. De förra var ursprungligen några vanliga spikar i en planka han tecknat, men i konsten kunde de genomborra ett svävande membran. Vildhunden dök 1944 första gången upp i teckningen Vildhunden vilse i människornas värld. I målningen Jag i gul tröja gjorde Bonniér ett porträtt av sig själv som vildhund, med andedräkten hett vällande ur gapet, fastspikad i taket. Bokstavsdikt 1945 är som hemligt meddelande från barndomens övergivenhet och med minnen från andra världskriget.

### Tidig efterkrigstid
Olle Bonniér debuterade 1947 på samlingsutställningen Ung konst på Galleri Färg och Form i Stockholm, tillsammans med bland andra Lennart Rodhe, Pierre Olofsson och Randi Fisher – de kanske främsta företrädarna för konkret konst i Sverige. Gruppen fick av media namnet 1947 års män. Delar av dessa konstnärers verk presenterades på vandringsutställningen Ny Realitet, vilken först visades på Göteborgs konsthall 1949. Bonniér var dock mindre konkretistisk än många av de andra i denna konstnärsgrupp.
Bonniér övergick snart till ett nonfigurativt måleri med strängt geometriska konstruktioner i en asketisk färgskala. Ett exempel på detta syns i Progressiv vältemperering, målad med 21 olika vita skimrande toner. 1949 fick musiken större roll i Bonniérs konst, vilket minskade hans konkretistiska fokus.
Under en resa till Hamburg möttes Bonniér av en sönderbombad stad helt i ruiner. Resan fortsatte 1949–1950 till Spanien och vidare ner till Marocko. Hamburg, det dödgrå, blodsprängda Spanien och det livfullt färgmättade Marocko smälte ihop till en serie målningar under 1950 års tema som handlade om ett återuppbyggt Europa.
Under senare delen av 1950-talet mjuknade Bonniérs hårda geometriska uttryck till en mer poetiserande stil. Med friare nonfigurativa former och en djupare färgskala skapade han en dynamisk bildverkan, och åren runt 1960 var Bonniérs konst tydligt påverkad av det fria, informella måleriet.

### Senare år och representation
Under 1960-talet bröts de räta linjerna sönder ytterligare och ersattes av trasiga och upprivna formkomplex. Inspirerad av åskledarnas blixtrar, hjärnans nervsignaler och myten om Ikaros samt idén om “levande rymdkonst”, 1948 (rymd = volym, rum) av det rena ljuset i form av ett ljusfluidum. En ljuskropp som är en del av en ljusstråle som kan vrida och röra sig fritt i rummet lade grunden till visionen om Minos Palats. Åren 1962–1964 samarbetade Bonniér med rymdfysikern Lars Block runt olika ljusexperiment. Detta 1966 resulterade i det audiovisuella konstverket Minos palats, en konsert med nervsignaler för bilder och ljusimpulser där modern teknik, musik av Karl-Erik Welin, film och bildkonst samverkar. Minos palats visades i samband med ESRO-invigningen i Kiruna och avslutades som vandringsutställning året därpå på Moderna Museet.
Under några års tid utförde Bonniér politiska konstverk särskilt riktade mot diktaturen i Spanien. Han fann då att den politiska konsten krävde figurativa inslag för att nå önskad effekt.
I slutet av 1974 reste Olle Bonniér till Guatemala, där han fick berättat för sig sägnen om mayahjälten Canek, som enligt legenden förenar de fem elementen: de fyra traditionella elementen jord, luft, vatten och eld, och så mitten – luften och rymden, eller din egen ande. Denna berättelse inspirerade honom till skulpturanläggningen Healing the Earth  på Lunds tekniska högskola 1983. Bonniér fortsatte med inspiration av de fem elementen under temat Rymdmembran, där rymd syftar på rum. Under senare delen av 1990-talet övergick temat till att bestå av enbart mitten, i och med verket Solvindar.
Projektet Vattenstaden från 1978 bestod av ljusstrålar som skulle pulsera kors och tvärs mellan Stockholms holmar, från Stadsgården till Gamla stan och Djurgården, men tekniken fanns inte tillgänglig. Bonniér tog upp idén i New York under senare delen av 1980-talet. Trots sin förmåga att få olika vetenskapsmän entusiastiska lyckades inte tekniken hinna ikapp Bonniérs visioner, varken idén om membran i luften från hans tidiga tonår eller den om pulserande ljusstrålar i vattnet. Visionerna resulterade emellertid i en mängd skisser och målningar under olika perioder fram till 2013.
Bonniér åtnjöt statlig inkomstgaranti för konstnärer.
År 2025 hålls en stor samlingsutställning på Norrköpings konstmuseum, 100 år efter hans födelse, på Nationalmuseum, Moderna Museet, Göteborgs konstmuseum, Kalmar konstmuseum, Norrköpings konstmuseum 
och vid Region Örebro.

## Privatliv
Olle Bonniér var 1946–1950 gift med Sölv Winbladh. Åren 1953–1969 var han gift med förskolläraren och galleristen Sara Bonniér, född Norén,  som hade varit gift med Hans I. Gedin och hade en dotter med honom. 1956 föddes makarna Bonniérs gemensamma dotter Marika Bonniér Hansen.
Bonniér hade åren 1973–2016 ateljé i Dihlströms huset på Södermalm i Stockholm. Mellan 1974 och 2004 bodde Olle Bonniér växelvis i Guatemala,  Mexiko  och New York. Till Stockholm kom han när han hade uppdrag samt för att träffa familjen. Han återflyttade 2004 till Stockholm.

## Offentliga verk i urval
- Dekorationer av bostadshus i kvarteret Skidbindslet i Västertorp i Stockholm, 1949[5]
- Färgsättning av 30 bostadshus i Hökarängen i Stockholm, 1949[5]
- Sagan om ljuset, väggmålning på Blåsboskolan i Västerås, 1952–1954[5] monumentalmålning
- Väggmålningar för Svenska Bostäder i Vällingby, 1955 monumentalmålning
- Astra i Södertälje (1955–1956),[9] monumentalmålning
- Lek i regn och solsken, Fornbackaskolan i Södertälje, 1972–1973[5]
- Pelota, relief på Gymnastik- och idrottshögskolan i Stockholm, 1978–1979[5]
- Canek, skulptur på Sofiero i Helsingborg, 1990[5]
- Healing the Earth, skulpturanläggning på Lunds tekniska högskola, 1983–1993[19] (mestadels slutförd 1987[3])
- Solvindar, mobil av kompositmaterial på Rydebäcks station i Helsingborg, 2001[5]
- Vildhundens hjärta, vävd skulptur på Dunkers kulturhus i Helsingborg, 2002[5]

## Utmärkelser
- Ledamot i Kungliga Akademien för de fria konsterna, 1988[20]
- Prins Eugen-medaljen, 1993[21]